# Esola typhlops
Esola typhlops är en kräftdjursart som först beskrevs av Sars.  Esola typhlops ingår i släktet Esola och familjen Laophontidae. Arten är reproducerande i Sverige. Inga underarter finns listade i Catalogue of Life.